# Oplopanaks
Oplopanaks (lat. Oplopanax), rod močvarnog grmlja iz porodice brestanjevki (Araliaceae). Postoji nekoliko vrsta raširenih po sjeveru Sjeverne Amerike i dijelovima Azije (Kina, Koreja, Japan i ruskom Primorju).

## Vrste
1. Oplopanax elatus (Nakai) Nakai
2. Oplopanax horridus (Sm.) Miq.
3. Oplopanax japonicus Nakai

## Sinonimi
- Echinopanax Decne. & Planch. ex Harms
- Ricinophyllum Pall. ex Ledeb.